# بيل بروس
بيل بروس (بالإنجليزية: Bill Bruce)‏ هو ملحن ومنتج أسطوانات أمريكي، ولد في 11 يناير 1952 في الولايات المتحدة.

## وصلات خارجية
- بيل بروس على موقع IMDb (الإنجليزية)